# Beersheba Springs
Beersheba Springs es un pueblo ubicado en el condado de Grundy en el estado estadounidense de Tennessee. En el Censo de 2010 tenía una población de 477 habitantes y una densidad poblacional de 37,51 personas por km².

## Geografía
Beersheba Springs se encuentra ubicado en las coordenadas 35°27′32″N 85°40′9″O / 35.45889, -85.66917. Según la Oficina del Censo de los Estados Unidos, Beersheba Springs tiene una superficie total de 12.72 km², de la cual 12.72 km² corresponden a tierra firme y (0%) 0 km² es agua.

## Demografía
Según el censo de 2010, había 477 personas residiendo en Beersheba Springs. La densidad de población era de 37,51 hab./km². De los 477 habitantes, Beersheba Springs estaba compuesto por el 98.53% blancos, el 0% eran afroamericanos, el 0% eran amerindios, el 0.21% eran asiáticos, el 0% eran isleños del Pacífico, el 0% eran de otras razas y el 1.26% pertenecían a dos o más razas. Del total de la población el 0% eran hispanos o latinos de cualquier raza.